# شرکت باب‌کت

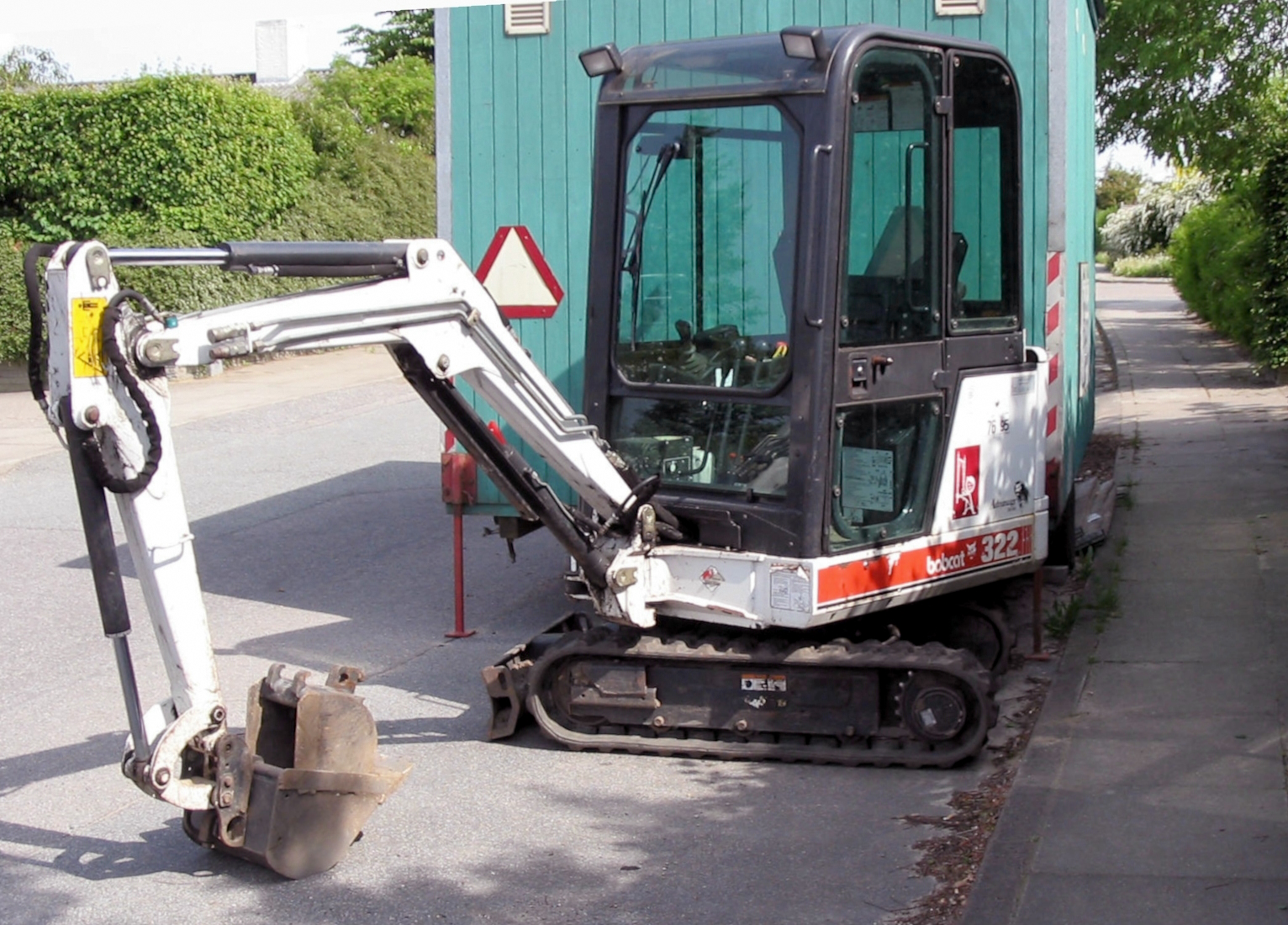
یک بیل مکانیکی باب‌کت

شرکت باب‌کت (انگلیسی: Bobcat Company) یک شرکت آمریکایی ساخت تجهیزات سنگین است که بخشی از هیوندا‌ی‌دوسان اینفراکور کره جنوبی است. بخش آمریکایی این شرکت در وست فارگو، داکوتای شمالی، ایالات متحده آمریکا واقع شده‌است که در گذشته در گوینر، داکوتای شمالی بود و بخش اروپایی این شرکت در واترلو، بلژیک واقع شده‌است.